# Euparatettix longipennis
Euparatettix longipennis är en insektsart som först beskrevs av Zheng, Z. och G. Jiang 2000.  Euparatettix longipennis ingår i släktet Euparatettix och familjen torngräshoppor. Inga underarter finns listade i Catalogue of Life.